# 朝ドキッ!九州
『朝ドキッ!九州』（あさドキッ きゅうしゅう）は、福岡放送で放送されていたローカル情報番組である。

## 概要
1998年に『朝ドキッ!九州555』と題してスタート。当時の放送時間は5:55 - 7:00だった。その後、5:45スタートになったのに合わせてタイトルを『朝ドキッ!九州545』に変更。さらには日本テレビの『ズームイン!!SUPER』の開始に伴う改編で5:30からの1時間番組になり、最終的には『朝ドキッ!九州』に改められた。『Oha!4 NEWS LIVE』の開始に伴い、2006年4月からは5:20スタートになった。
『めんたいワイド』の1時間拡大に伴い、番組は2007年9月28日放送分をもって終了。これにより、『朝一番!OKINKATV』以来、一時期を除いて続いてきたFBSの朝のローカル枠は一時姿を消すことになった。番組の終了後、FBSでは途中ローカル枠を挟みながら『ズームイン!!SUPER』及び『ZIP!』をフルネットし、一部のコーナーについてはローカル差し替えを行っていた。その後、FBSから朝のローカル枠（2015年9月28日からは『バリはやッ!』）が復活するまでに8年・完全復活までに8年半の年月を要した。

## 放送時間
- 月曜 - 金曜 5:55 - 7:00 （開始 - 時期不明）
- 月曜 - 金曜 5:45 - 7:00 （時期不明 - 2001年9月）
- 月曜 - 金曜 5:30 - 6:30 （2001年10月 - 2006年3月31日）
- 月曜 - 金曜 5:20 - 6:30 （2006年4月3日 - 2007年9月28日） - 『NNNニュースSUPER』放送のため、6:00 - 6:08には放送を中断。

## 番組終了時の出演者

### MC
- 浜崎正樹（FBSアナウンサー、月曜 - 水曜）
- 舘恭子（FBSアナウンサー、月曜 - 水曜）
- 松井礼明（FBSアナウンサー、木曜 - 金曜）
- 吉本いく子（FBS報道部契約キャスター、木曜 - 金曜）
- 原岡薫（久留米大学教授、火曜以外）
- 宮原哲（西南学院大学教授、火曜）

### コメンテーター
- 山本華世（タレント）
- 若菜嘉晴（プロ野球解説者）
- 島田誠（プロ野球解説者）

### お天気コーナー
- 増永吉亨（気象予報士）
- 井手迫弘美
- 清水優香
- 他にも出演者がいた[誰?]。

## 途中降板した出演者

### MC
- 姫野達也（元チューリップ、初代MC）
- 福岡竜馬（FBSアナウンサー、2代目MC）
- 山田真由美（FBSアナウンサー、MC）